# Kriosfera
Kriosfera predstavlja zmrznjeno vodo v obliki ledu, stalno zamrznjena tla (permafrost), plavajoč led in ledenike.
Kriosfera je vmesna komponenta zemljinega sistema (tudi drugih planetarnih teles). Sprememba volumna kriosfere vpliva na spremembo gladine oceanov, to pa direktno vpliva na spremembe zemljine atmosfere, podnebje in biosfero.